# Antonie Lințmaier
Antonie Lințmaier (n. 1930, Tăcuta, Vaslui) este un fost deputat român în legislatura 1990-1992, ales în județul Prahova pe listele partidului minorități - Uniunea Polonezilor din România (Dom Polski).
Antonie Lințmaier a fost membru în grupul parlamentar de prietenie cu Statul Israel.